# Копальня Уолпол
Копальня Уолпол – колишній гірничодобувний майданчик у Меланезії, що діяв на острові Уолпол (заморське володіння Франції).
У другій половині XIX століття на тлі зростаючого попиту на добрива велись пошуки та видобуток гуано на численних островах світового океану. Зокрема, в першій половині 1880-х виявили значні запаси цього продукту на безлюдному острові Уолпол, що лежить за дві сотні кілометрів на південний схід від південного завершення Нової Каледонії. Також варто відзначити, що добриво з Уолполу відносилось до категорії фосфоритного гуано (такий продукт зазвичай формувався у місцевостях, де унаслідок значного рівня опадів гуано втрачало більшість азоту та перетворювалось на фосфорне добриво).
Розробка покладів Уолполу почалась в 1915 році та здійснювалось Austral Guano Company Limited (втім, інші джерела вказують на 1910 рік, а від 1911-го є згадка проі снування Walpole Island Phosphate Company). Видобуток був зосереджений на майданчику у південно-східній частині острова та забезпечував існування колонії у три сотні осіб. Продукцію вивозили до Нової Зеландії.
Розробка тривала до 1940 (за іншими даними – 1941) року й так і не була відновлена після завершення Другої світової війни через недостатню якість продукту з Уолполу. Є відомості, що всього за 1915 – 1940 роки видобули 150 тисяч тонн добрива (інше джерело відносить цей же показник до 1910 – 1936 років).